# Hale, Cheshire
Hale är en civil parish i Storbritannien.   Den ligger i kommunen Borough of Halton och riksdelen England, i den centrala delen av landet, 270 km nordväst om huvudstaden London.